# Rudy Jaramillo
Pour les articles homonymes, voir Jaramillo.
Rudy Jaramillo (né le 20 septembre 1950 à Beeville, Texas, États-Unis) est un instructeur de baseball. Il fut instructeur des frappeurs dans la Ligue majeure de baseball avec les Astros de Houston, les Rangers du Texas et les Cubs de Chicago.

## Carrière de joueur
Joueur de baseball évoluant à la position de voltigeur à l'Université du Texas à Austin, Rudy Jaramillo est drafté par les Rangers du Texas au 29e tour de sélection en 1973. Il joue quatre saisons (1973 à 1976) en ligues mineures dans l'organisation des Rangers, dont les trois dernières au niveau Double-A sans atteindre la Ligue majeure.

## Carrière d'entraîneur

### Astros de Houston
De 1990 à 1993, Rudy Jaramillo est instructeur des frappeurs des Astros de Houston de la Ligue majeure de baseball. Il est notamment reconnu pour son travail avec une vedette en devenir, Jeff Bagwell, élu recrue de l'année en 1991.

### Rangers du Texas
De 1995 à 2009, il est instructeur des frappeurs des Rangers du Texas. Ses 15 saisons constituent un record dans ce rôle pour la franchise. Durant son passage avec l'équipe, les Rangers se démarquent en offensive : ils remportent quatre fois le prix du joueur par excellence de la Ligue américaine (Juan González deux fois, Iván Rodríguez et Alex Rodriguez), trois fois le championnat des coups de circuit, trois fois le championnat des points produits, une fois le championnat des frappeurs (Michael Young, et gagnent au total 17 Bâtons d'argent. En 1999, l'équipe est première dans le baseball majeur pour les coups sûrs (1653), la moyenne de puissance (,479) et la moyenne au bâton (,293). Après la saison 2004, il est pressenti pour le poste vacant de manager des Mets de New York mais ceux-ci engagent Willie Randolph. En 2005, les frappeurs des Rangers cognent 260 circuits, le second plus haut total de l'histoire du baseball pour une saison entière. Cette année-là, il est nommé instructeur de l'année dans le baseball majeur par Baseball America. Durant le passage de Jaramillo avec le club, Texas marque plus de 800 points par saison durant 13 années consécutives, la plus longue séquence du genre depuis les Yankees de New York de 1926 à 1942. Il quitte les Rangers après la saison 2009, un an avant que le club n'atteigne la Série mondiale pour la première fois de son histoire.

### Cubs de Chicago
En octobre 2009, Jaramillo est nommé instructeur des frappeurs des Cubs de Chicago pour la saison 2010. Entré en fonction au sein d'une équipe traversant une période difficile, il est libéré le 12 juin 2012 alors que les joueurs des Cubs présentent une moyenne de présence sur les buts en constante régression. Durant son passage, il est cependant crédité pour son travail avec le jeune Starlin Castro, qui s'impose comme le meilleur joueur de son équipe en offensive. James Rowson succède à Jaramillo dans le rôle d'instructeur des frappeurs des Cubs.